# César Ortiz Castillo
César Ortiz Castillo (Huacho, Provincia de Huaura, Perú, 21 de diciembre de 1983) es un exfutbolista peruano que jugaba como centrocampista.

## Trayectoria
Hizo inferiores en el Social Venus de Huacho y Alianza Lima. Integró la Selección Nacional de Futsal para un Campeonato Sudamericano. Luego debutó profesionalmente en el fútbol en La Peña Sporting de Segunda División. Luego pasó a Unión Huaral en el 2005, donde descendió en el 2006. Posteriormente fichó por el Total Clean club donde desciende de categoría, al siguiente año ficha por el Cienciano donde logró clasificarse a la Copa Sudamericana 2009 y al año siguiente ficha por Sport Huancayo donde vuelve a clasificar a la Copa Sudamericana 2010.
A finales de 2011 fichó por el club Juan Aurich. Luego ficharía por el Real Garcilaso club con el que jugó la Copa Libertadores 2013 (llegando hasta los cuartos de final) y Copa Libertadores 2014.. El 2016 Sport Huancayo se iba a hacer de sus servicios.
El 1 de septiembre de 2016 debutó con la Selección Peruana de Fútbol en partido por las Clasificadoras Suramericanas contra Bolivia.

## Clubes
| Club             | País | Año         |
| ---------------- | ---- | ----------- |
| Bella Esperanza  | Perú | 2001 - 2002 |
| La Peña Sporting | Perú | 2003 - 2005 |
| Unión Huaral     | Perú | 2005 - 2006 |
| Total Clean      | Perú | 2007        |
| Cienciano        | Perú | 2008 - 2009 |
| Sport Huancayo   | Perú | 2009 - 2011 |
| Juan Aurich      | Perú | 2012        |
| Real Garcilaso   | Perú | 2013 - 2015 |
| Sport Huancayo   | Perú | 2016 - 2017 |
| Ayacucho FC      | Perú | 2018 - 2019 |